# Phaeogenes arcticus
Phaeogenes arcticus är en stekelart som beskrevs av Joseph Augustine Cushman 1920. Phaeogenes arcticus ingår i släktet Phaeogenes och familjen brokparasitsteklar. Inga underarter finns listade i Catalogue of Life.